# Peter Löthberg
Peter Löthberg, född 22 februari 1960, är en svensk datortekniker och entreprenör. Han har haft stor betydelse för internets framväxt i Sverige.
Peter Löthberg tog initiativet till att det svenska universitetsdatornätet SUNET i slutet av 1980-talet gick över till TCP/IP och anslöts till internet. Detta var på sin tid ett kontroversiellt beslut, som dock var den direkta orsaken till Sveriges och Nordens försprång inom internet framför de flesta europeiska länder under 1990-talet. Genom intresseföreningen Swedish Network Users' Society (SNUS) verkade han för att något svenskt telebolag skulle erbjuda internetuppkoppling till företag. När dåvarande televerket visade sitt ointresse, gick budet i stället till Tele2, som 1991 grundade  Sveriges första kommersiella internetleverantör Swipnet.

## Datortekniker
Peter Löthberg grundade sitt företag, Svensk TeleUtveckling & ProduktInnovation AB (STUPI) i slutet av 1970-talet. Han verkade under några år som konsult med Karlstad som verksamhetsort och Försvarsmakten som främsta kund. I början av 1980-talet flyttade han verksamheten till Stockholm där han bland annat medverkade i utvecklingen av en högupplösande laserskrivare. Han byggde under denna tid upp en privat stordatorcentral, Colossal Cave Computer Center, i närheten av Mariatorget på Söder, bestående av DEC-10-datorer. En av dessa kallade han Kicki för att den innehöll två Ki-processorer. Löthberg var även aktiv i datorföreningen Stacken på KTH och var tillsammans med Carl och Jacob Hallén initiativtagare till Nordic University Computer Clubs Conference (NUCCC).
I sitt samlande av DEC-datorer byggde han upp kontakter med ett antal centrala personer inom utveckling och drift av Arpa-nätet föregångaren till internet. Med sina kontakter och sina tekniska kunskaper om TCP/IP blev han en centralfigur i anslutandet av det svenska universitetsdatanätet SUNET till internet och sedermera utbyggnaden av ett kommersiellt nätverk i Sverige. Till hans mer spektakulära framgångar hör etableringen av en 34 Mbit/s-länk över Atlanten vid en tidpunkt då Telias dåvarande VD, Lars Berg, deklarerat att det var omöjligt att bygga en sådan länk.
Löthberg har under en längre tid intresserat sig för exakt mätning av tid och deltar i etableringen av en infrastruktur för en nationell svensk tidsnormal. Detta arbete har varit en förutsättning för det utvecklingsarbete han i slutet av 1990-talet ägnade åt att höja prestanda i långdistanslänkar för digital trafik och i routrar. I början av 2000-talet ändrade han fokus och intresserade sig under några år huvudsakligen för IP-telefoni.
Peter Löthberg har sedan mitten av 1990-talet huvudsakligen arbetat åt de amerikanska företagen Cisco och Sprint och är bosatt i Sunnyvale, Kalifornien. Sedan 2010 arbetar han primärt åt Deutsche Telekom med projektet Terastream, där han är huvudarkitekt.

## NTP
1993 etablerade Löthberg en svensk NTP-server via sitt företag STUPI AB.  Något som Televerket/Telia tidigare hade krävt 100 000 USD per år för tillhandahålla samma tjänst men STUPI lyckades ordna detta för en startkostnad på 5000 USD.  Då Telia själva började använda nättjänsten men inte önskade betala samma belopp för sitt användande så blev Telias nät spärrat med BGP-filtrering.

## Utmärkelser
Peter Löthberg tilldelades 2005 IP-priset av den svenska nätanvändarföreningen Swedish Network Users' Society.
Peter Löthberg tilldelades Kungliga Ingenjörsvetenskapsakademien guldmedalj 2022. 

## Världens snabbaste internet
Peter Löthberg installerade 2007 världens snabbaste internetuppkoppling hos sin mor Sigbritt Löthberg i Karlstad. Modern, som tidigare inte ens hade haft internetuppkoppling hamnade därmed i Guinness rekordbok. Peter Löthberg ville tillsammans med Karlstads stadsnät visa hur mycket man kan göra med modern fiberteknik. Uppkopplingen låg på 40 Gbit/s (gigabit per sekund) en hastighet som innebär att det tar 2 sekunder att ladda ner en film i HD (vanligtvis ligger en HD-film på 2-3 GB om den är i AVI-format, jämfört med en "vanlig" film som är på 700 eller 800 MB). Peter Löthberg nedgraderade senare uppkopplingen till 10 Gbit/s för att spara energi.